# 阿克纳桥

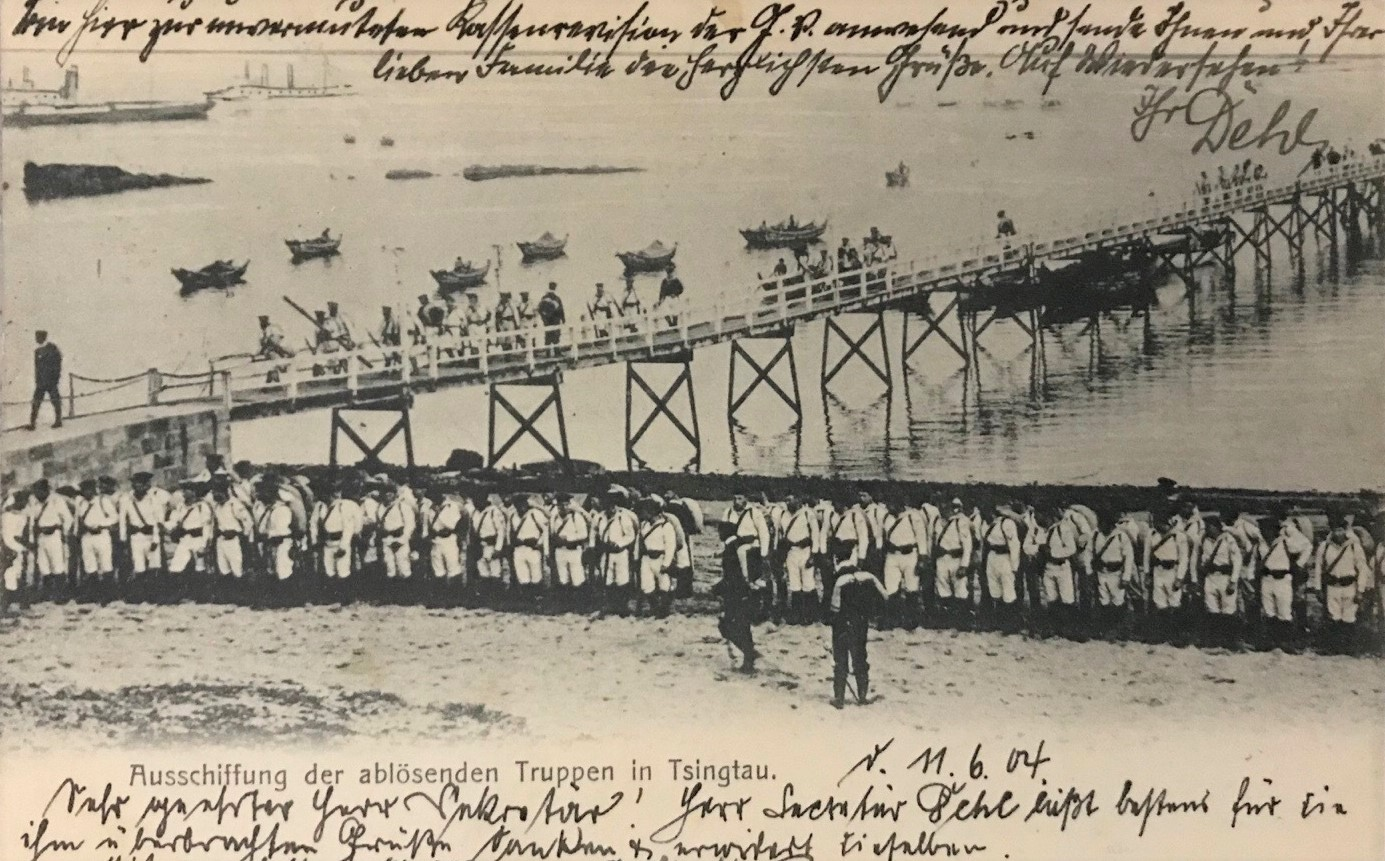
接防德军由阿克纳桥登陆，德占时期明信片

36°04′03″N 120°18′01″E / 36.06750°N 120.30028°E
阿克纳桥（德語：Arkonabrücke）为中国山东省青岛市市南区一处曾经存在的码头，原址位于今四川路东平路路口西北侧，建于19世纪末，约1920年代消失。

## 概况
阿克纳桥约建于1898年，为德国殖民当局所建，其德文名与当时被称为“阿克纳岛”的小青岛均来源于德国海军阿克纳号巡洋舰和吕根岛的阿克纳海岬。该栈桥南侧紧邻“高地营”（原清军广武前营，今第五人民医院址），最初用于停靠小型船舶，以便人员上下及小宗货物卸运。其桥长约100米，材质应为钢木结构，桥头与岸边一侧各设有绿色灯火。
1905年，胶澳总督府在高地营设立了收治、隔离传染病人的检疫所，阿克纳桥成为检疫所专用码头，在大港、小港发现的传染病患者可通过小船经阿克纳桥送入检疫所治疗，以避免在陆路传播传染病。1914年日军占领青岛后，阿克纳桥改称“有粉桥”。1928年出版的《胶澳志》记载：“有粉桥在东平路西口迤北，四川路之海滨，石造，年久失修，大半为海潮充圮矣。”此后，该栈桥消失于文献、影像中，据推测可能因年久失修被拆除，或毁于风暴。